# Emil Schartau
Johan Emil Schartau, född den 5 juni 1870 i Skultuna församling, Västmanlands län,  död den 29 augusti 1942 i Malmö, var en svensk jurist och ämbetsman. Han var son till Frans Schartau och Hilda Evelina Ihrfors.
Schartau avlade examen till rättegångsverken 1892. Han blev tillförordnad fiskal i Hovrätten över Skåne och Blekinge 1898, adjungerad ledamot 1899, ordinarie fiskal 1902, assessor samma år, tillförordnad revisionssekreterare 1905, konstituerad revisionssekreterare 1907 och hovrättsråd i Hovrätten över Skåne och Blekingesamma år. Schartau var tillförordnad divisionsordförande där 1921–1924, ordinarie divisionsordförande 1929–1939 och tillförordnad president 1938–1939. Han var ledamot av drätselkammaren och stadsfullmäktige i Kristianstad 1909–1916. Schartau blev riddare av Nordstjärneorden 1910, kommendör av andra klassen av samma orden 1923 och kommendör av första klassen 1938. Han vilar på Skultuna gamla kyrkogård.